# منطقة موت

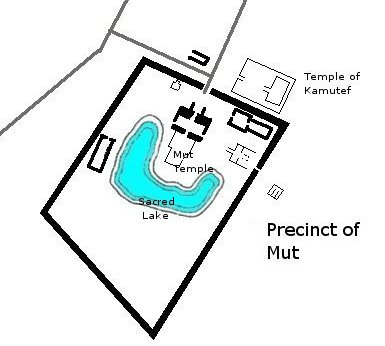
خريطة منطقة مجمع موت

منطقة موت هي مجمع معبد مصري قديم يقع في مدينة الأقصر الحالية ( طيبة القديمة)، على الضفة الشرقية لنهر النيل في جنوب الكرنك. المجمع هو أحد المعابد القديمة الأربعة الرئيسية التي تشكل مجمع معبد الكرنك. تبعد حوالي 325 متر (1,066 قدم) جنوب حرم الإله آمون. تغطي المنطقة نفسها حوالي 90.000 متر مربع (968751 قدم مربع) من المنطقة بأكملها. تحتوي منطقة موت على ستة معابد على الأقل: معبد موت ومعبد كونترا والمعابد A و B و C و D. يحيط بمعبد موت السليم، من ثلاث جهات، بحيرة مقدسة تسمى إيشيرو. إلى الجنوب من البحيرة المقدسة توجد مساحة شاسعة من الأرض يجري التنقيب عنها حاليًا بواسطة الدكتورة بيتسي برايان وفريقها من جامعة جونز هوبكنز في بالتيمور بولاية ماريلاند.
اليوم، لا يزال معظم المجمع مدمرًا، ولكن يتم تجديده حاليًا. يحيط بمعبد موت ومعبد كونترا والمعابد A و B و C و D ، وهو جدار مغلق مصنوع من الطوب اللبن يعود تاريخه إلى الأسرة الثلاثين. تم بناء معبد موت من الحجر الرملي المتواضع ويقع في الشمال والجنوب ويتماشى بشكل مباشر مع منطقة آمون. يقع معبد كونترا، المصنوع أيضًا من الحجر الرملي المتوسط، على حدود معبد موت في الطرف الجنوبي منه، ومن هنا جاء الاسم، ومن المحتمل أن يعود تاريخه إلى الأسرة الثلاثين مع بعض التغييرات التي تمت خلال الفترة البطلمية. لا يزال الغرض من معبد كونترا غير واضح، ومع ذلك، يذكر فزيني أنه ربما كان بمثابة نقطة توقف في ممر ذي أعمدة جزئية حول معبد موت. في الركن الشمالي الشرقي يوجد الهيكل المعروف باسم معبد A ووفقًا لمعرض متحف بروكلين في منطقة موت، كان يُطلق عليه أيضًا «معبد ملايين السنين» وكان مخصصًا لـ رمسيس الثاني والإله آمون رع. يوجد داخل المعبد لوحتان، أحدهما يشير إلى عمل رمسيس الثاني في المعبد أ والآخر يتحدث عن زواجه من الأميرة الحثية. ينص متحف بروكلين على أن المعبد أ لم يصبح جزءًا من منطقة موت حتى الأسرة الخامسة والعشرين تحت حكم الملك الكوشي، طهاركا، وخلال ذلك الوقت أصبح بيتًا للولادة، «ماميسي»، حيث يحتفل المصريون القدماء بالميلاد. للإله خونسو، ابن آمون رع وموت.
إلى الشرق من معبد موت يوجد مبنى مدمر يُشار إليه باسم، المعبد B ، بسبب حجم الأضرار التي لحقت بالمعبد B ، يصعب إجراء أعمال التنقيب. إلى الغرب من البحيرة المقدسة، إيشيرو، يقع المعبد C ، وهو معبد صغير بناه رمسيس الثالث، ولا يزال يحتفظ ببعض المناظر العسكرية على الجدران الخارجية، بالإضافة إلى اثنين من عمالقة الملك مقطوعة الرأس قبل مدخل المعبد. كان المعبد D ، أو الهيكل D ، عبارة عن كنيسة صغيرة تم تشييدها خلال العصر البطلمي، وكانت الغرفة الأمامية مخصصة للإلهة موت، وتظهر الغرفة الخلفية دليلاً على تكريسها لعبادة الأجداد البطلمية. يذكر متحف بروكلين أحد المعالم الهامة الأخرى الموجودة في الموقع وهي بوابة طهارقة التي يبلغ عرضها حوالي 7 ياردات وتتجه جنوبًا وغربًا، وقد تم بناؤها لتوسيع منطقة موت وفتح مسار جديد إلى المعبد أ. كانت البحيرة المقدسة، إيشيرو، من صنع الإنسان ولها أهمية دينية لعبادة الإلهة موت.

## الإلهة موت
الإلهة موت هي زوجة وقرينة الإله آمون رع. كانت تُعرف أيضًا باسم الإلهة الأم وملكة الآلهة وسيدة السماء. كانت موت هي إلهة السماء المصرية وكانت رموزها هي النسر واللبؤة وتاج أوراوس (تربية الكوبرا). كانت والدة إله القمر خونسو. شكل آمون رع وموت وخونسو ثالوث طيبة.

## من بنى منطقة موت؟
كان يُعتقد في الأصل أن أمنحتب الثالث كان أول من بنى معبد موت، لكن الأدلة الآن تخبرنا أنه ساهم لاحقًا في الموقع. أقدم الخراطيش المؤرخة هي لتحتمس الثاني وتحتمس الثالث من الأسرة المصرية الثامنة عشر (تشير بعض الأدلة إلى أن اسم تحتمس الثالث من المحتمل أن يكون بديلاً لاسم حتشبسوت المحذوف). وفقًا لإليزابيث وراكسة، خلال الأسرة المصرية التاسعة عشر، عمل رمسيس الثاني على نطاق واسع في المعبد A ، حيث وضع تمثالين هائلين لنفسه واثنين من اللوحات المرمرية في مقدمة الصرح الأول للمعبد. خلال الأسرة العشرين، بنى رمسيس الثالث المعبد C ، واستُخدم حتى الأسرة الخامسة والعشرين عندما أصبح محجرًا لتجديدات المعبد A. خلال فترة حكمه، أجرى الحاكم الكوشي طهارقة في الأسرة المصرية الخامسة والعشرون تغييرات كبيرة على منطقة موت. قام ببناء بوابة جديدة من الحجر الرملي في شمال غرب الموقع تؤدي إلى المعبد A. كما قام بتجديد أجزاء من معبد موت الصحيح، وأقام رواقًا ذو أعمدة يواجه الجنوب. أقام بطليموس السادس خلال  العصر البطلمي مصلى صغير داخل معبد موت. تم العثور على العديد من اللوحات في الموقع، وتذكر البناء في الموقع من قبل الأباطرة الرومان أغسطس قيصر وتيبريوس من القرن الأول قبل الميلاد إلى القرن الأول الميلادي.

## التنقيب
زار العديد من المسافرين، مثل نابليون بونابرت و السير جون جاردينر ويلكنسون منطقة موت بين 1799 و 1845. أضافت الصور والمجلات والخرائط التي تعود إلى الحفريات المبكرة نظرة ثاقبة استثنائية لكيفية نظر منطقة موت في وقت كل استكشاف. ومع ذلك، فإن أول عملية تنقيب رئيسية في الموقع لم تحدث حتى عام 1895، عندما قام البريطانيون مارجريت بنسون وجانيت جورلاي بالتنقيب في منطقة موت لثلاثة مواسم. خلال أعمال التنقيب قامت بنسون بتطهير المحاكم الأولى والثانية، بالإضافة إلى معبد كونترا وكشفت العديد من التماثيل التي كانت في حالة ممتازة. في عام 1899، نشرت أعمالها، معبد موت في آشر. لم تستمر أعمال التنقيب حتى عشرينيات القرن الماضي، عندما استأنف موريس بيليه التنقيب في منطقة موت. خلال أعمال التنقيب التي قام بها، قام بترميم المعابد A و C. في وقت لاحق في عام 1976، قام ريتشارد أ. فزيني ومتحف بروكلين للفنون، بمساعدة من معهد ديترويت للفنون، بإجراء تحقيق فعال في منطقة موت بأكملها حتى عام 2001. بدءًا من يناير 2001، بدأت الدكتورة بيتسي إم بريان، بالاشتراك مع جامعة جونز هوبكنز، العمل في الموقع حتى عام 2004. في شتاء عام 2015، ذهب الدكتور بريان للعمل على حفر الموقع مرة أخرى.

## تماثيل سخمت
يشتهر الموقع بتماثيل الإلهة برأس أسد سخمت. صُنعت التماثيل من الديوريت أو الجرانيت الأسود، وكان يُعتقد في البداية أن ما يقرب من 570 تمثالًا من جرانوديوريت كانت موجودة في منطقة موت في وقت واحد. وفقًا لليثجوي، أمر أمنحتب الثالث ببناء العديد من التماثيل على أنها «غابة». وصف أمنحتب الثالث سخمت بأنها إلهة الحرب والفتنة الرهيبة، وجاءت أصولها من ثالوث ممفيس باعتبارها الإلهة الأم، وفي النهاية تم التعرف عليها مع الإله المحلي لطيبة موت. وفقًا لبورتر وموس، جاءت معظم التماثيل من الموقع الفعلي، لكن ربما جاء بعضها من المعبد الجنائزي لأمنحتب الثالث على الضفة الغربية لنهر النيل. يمكن العثور على التماثيل اليوم في متاحف مختلفة في جميع أنحاء العالم. في بوسطن، يضم متحف الفنون الجميلة تمثالًا واحدًا، والمتحف المصري، وفي القاهرة ستة تماثيل، وفي لندن، يحتوي المتحف البريطاني على ثلاثين تمثالًا، على سبيل المثال لا الحصر.
- في موقعه في الكرنك
- في موقعه في الكرنك
- A-3، معروض في متحف اللوفر
- 75.7، معروض في متحف الفنون الجميلة في بوسطن
- 20926، معروض في  متحف الفنون والتاريخ في جنيف
- عدة تماثيل معروضة في المتحف البريطاني

## تماثيل خزفية
بين عامي 2001 و 2004، قامت بعثة جونز هوبكنز بفهرسة عدد كبير من التماثيل النسائية الموجودة في المناطق الصناعية جنوب البحيرة المقدسة. وفقًا لـ وراكسة بعد المواسم الأربعة للتنقيب، كان إجمالي عدد التماثيل الأنثوية التي عثرت عليها البعثة 42. هناك ستة أنواع من التماثيل النسائية التي يمكن العثور عليها في معبد موت. النوع الأول عبارة عن تماثيل يدوية لإناث عارية مصنوعة من طين المارل. النوع الثاني يصور نساء يرقدن على أسرّة ويمكن صنعهن من الطين المحروق أو الحجر الجيري. يتم تشكيل التماثيل من النوع الثالث من طين النيل أو طين المرل بظهر مسطح وتسريحات شعر كثيفة وجبهة عالية. يمكن تنعيم ظهور التماثيل من النوع الثالث باليد أو بأداة مسطحة من نوع ما. النوع الرابع مصنوع من طمي النيل أيضًا ويتم التعرف عليه بشكل أكبر من خلال رؤوسهم المقروصة، حيث تظهر الأذرع باتجاه الخارج، وثدي واحد موجود وورك عريض. تشبه التماثيل من النوع الخامس النوع الثالث من بعض النواحي، لكن لها أجسام مسطحة ورفيعة بنهاية ناعمة على عكس النوع الثالث الذي يتميز بمظهر أكثر سمكًا وخشونة إلى حد ما. والنوع السادس، جميع التماثيل الموجودة من هذا النوع هي الأجسام السفلية للإناث، ويبدو أن هذه التماثيل أصغر حجمًا تم العثور عليها في منطقة موت، ويبدو أنها مصنوعة يدويًا من طمي النيل مع التركيز على وجود مثلث عانة كبير. لا تزال أهمية هذه التماثيل البالغ عددها 42 في منطقة موت مشكوك فيها، ومع ذلك، يشير وراكسة إلى أن الوظائف المحتملة للتماثيل يمكن ربطها بالإنجاب، فضلاً عن الطقوس المتعلقة بالصحة.

## الاكتشافات الحديثة
على مدار الأعوام الأخيرة الماضية، قاد الدكتور بريان أعمال التنقيب خلف البحيرة المقدسة. بين عامي 2002 و 2004، كشفت أعمال التنقيب في منطقة موت، التي أجرتها الدكتورة برايان وفريقها، عن قسم من تركيبات عمل المملكة المصرية الحديثة التي تضمنت مراكز الخبز والتخمير، فضلاً عن مخازن الحبوب. في يناير 2006، عثرت البعثة بعد إزالة بعض الحطام على تمثال بالحجم الطبيعي للملكة تي، زوجة أمنحتب الثالث، مصنوع من الجرانيت ويرجع تاريخه إلى  الأسرة الحادية والعشرون. اكتشفت الدكتورة بريان وفريقها بقايا بشرية جنوب البحيرة المقدسة في عام 2011، وما كان مثيرًا للاهتمام حول البقايا هو اتجاه الجسم، فقد تم مواجهته وبدا أنه مقيد، والأكثر إثارة للاهتمام هو موقع الجمجمة، يبدو كما لو أنه تم وضعه عن قصد تحت قاعدة من الحجر الرملي لعمود خشبي. في عام 2012، عثرت بعثة جامعة جونز هوبكنز الاستكشافية، التي أخرجها بريان، على مدافن خلف بحيرة إيشيرو المقدسة. الآن في يناير 2015، كان الهدف الرئيسي لبعثة JHU هو حفر ما يعتبر الآن مقبرة خلف البحيرة المقدسة.